# Рамишвили, Нина Шалвовна
Ни́на Ша́лвовна Рамишви́ли (груз. ნინო შალვას ასული რამიშვილი; 1910—2000) — советская, грузинская танцовщица (артистка балета), балетмейстер, хореограф. Герой Социалистического Труда (1990). Народная артистка СССР (1963). Лауреат Сталинской премии первой степени (1949) и Государственной премии Грузинской ССР (1974).

## Биография
Родилась 6 (19) января 1910 года в Тифлисе (ныне Тбилиси, Грузия) (по другим источникам — в Баку).
В 1922—1927 годах училась в Государственной балетной школе при Тбилисском театре оперы и балета (ныне Тбилисское хореографическое училище) у М. И. Перини. По окончании школы была принята в труппу театра, танцевала в кордебалете, затем исполняла сольные танцевальные партии.
В 1937 году ей пришлось оставить Театр оперы и балета. Причина была в доносе одной из ведущих балерин, которая обвиняла Нино в стремлении отравить её. Об этом эпизоде пишет в своей книге «Судьба красоты. История грузинских жён» писатель и журналист И. Оболенский:

В своем письме в НКВД женщина даже указала способ, как Нино может это сделать — подсыпет яд в бутылку с молоком, которую балерина во время репетиции оставляла за кулисами. «Она сама это проделает, и всё свалит на меня», — рассудила Рамишвили и подала заявление об уходе.
В 1937—1945 годах (с перерывом) — ведущая танцовщица Ансамбля народного танца Тбилисской филармонии. В 1939—1941 годах — солистка Ансамбля песни и пляски ансамбля НКВД СССР.
В 1945 году, совместно с супругом, народным артистом СССР И. И. Сухишвили, основала Ансамбль народного танца Грузии и до конца своей жизни работала в нём, долгое время оставаясь солисткой (до 1972 года) и художественным руководителем, ставила танцевальные номера.
В 1968 году коллектив стал первым ансамблем народного танца, который выступил на подмостках театра «Ла Скала» (Милан, Италия).
Лучшие её постановки («Хоруми», «Колхозный танец», «Нарнари», «Самаиа», «Сванский танец» и др.) были отмечены пластичностью и графической точностью, умелым использованием танцевального фольклора Грузии. Своим творчеством внесла неоценимый вклад в культуру Грузии.
Вместе с ансамблем гастролировала в Венгрии, Австрии, Дании, Италии, США и др.
Умерла 6 сентября 2000 года в Тбилиси. Похоронена в Дидубийском пантеоне.

### Семья
- Муж — Илья Ильич Сухишвили (1907—1985), танцовщик, балетмейстер, художественный руководитель Ансамбля народного танца Грузии. Народный артист СССР (1958)
- Сын — Тенгиз Ильич Сухишвили (1938—2007), хореограф, художественный руководитель Ансамбля. Народный артист Грузии
- Жена сына — Инга Тевзадзе (р. 1941), хореограф Ансамбля. Народная артистка Грузии
- Внуки:
  - Нино Сухишвили (р. 1964), художник по костюмам (с 1989), директор Ансамбля
  - Илья Сухишвили (р. 1972), главный хореограф (с 2000), художественный руководитель Ансамбля.

## Награды и звания

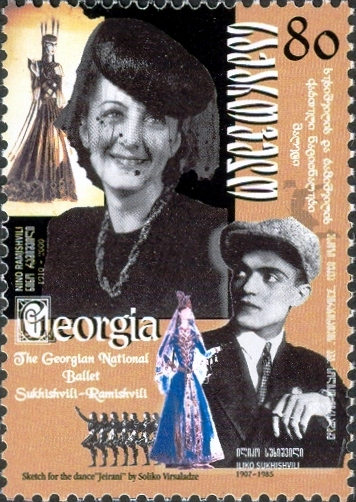
Почтовая марка Грузии, 2002 год

- Герой Социалистического Труда — Указом № 339 Президента СССР Михаила Сергеевич Горбачёва «О присвоении звания Героя Социалистического Труда тов. Рамишвили Н. Ш.» от 3 июля 1990 года «за выдающийся вклад в развитие советского хореографического искусства»[4].
- Народная артистка Грузинской ССР (1953)
- Народная артистка СССР (1963)
- Сталинская премия первой степени (1949) — за постановку новой программы в ГАТ Грузии и высокое мастерство исполнения сольных танцев[5]
- Государственная премия Грузинской ССР имени Шота Руставели (1974)
- Два ордена Чести (1993, 2000)[6]
- Два ордена Ленина (1958, 1990)
- Орден Трудового Красного Знамени (1971)
- Орден «Знак Почёта» (1966)
- Медаль «В ознаменование 100-летия со дня рождения Владимира Ильича Ленина»
- Медаль «За доблестный труд в Великой Отечественной войне 1941—1945 гг.»
- Почётный гражданин Тбилиси (1981).

## Сольные танцевальные партии в операх
- «Абесалом и Этери» З. П. Палиашвили
- «Даиси» З. П. Палиашвили
- «Сказание о Шота Руставели» Д. И. Аракишвили
- «Кето и Котэ» В. И. Долидзе
- «Цисана» В. И. Долидзе

## Память
- В 2002 году была выпущена почтовая марка Грузии, посвященная Н.Ш. Рамишвили.